# Knežev kamen
Knežev kamen (njemački: Fürstenstein, slovenski: Knežji kamen) je isklesani kamen, dio rimskog stupa, koji je stajao u Krnskom gradu (Koruška, Austrija) na Gosposvetskom polju (njemački: Zollfeld). Na njemu su u srednjom vijeku krunili karantanske knezove, a kasnije koruške vojvode; ritual koji se izvodio na slovenskom jeziku. Kamen je do sredine 19. stoljeća stajao na originalnom mjestu, a kasnije je prenesen u Koruški državni muzej u Klagenfurtu. Otamo je 2005. na incijativu Jörga Haidera prenesen u palaču koruške regionalne vlade, a kasnije u dvoranu regionalne skupštine.
Povijesno pravo na knežev kamen polažu Slovenci kao i Austrijanci i predmet je spora. Danas se slika Kneževog kamena nalazi na slovenskoj kovanici eura od 2 centa.